# Ostern

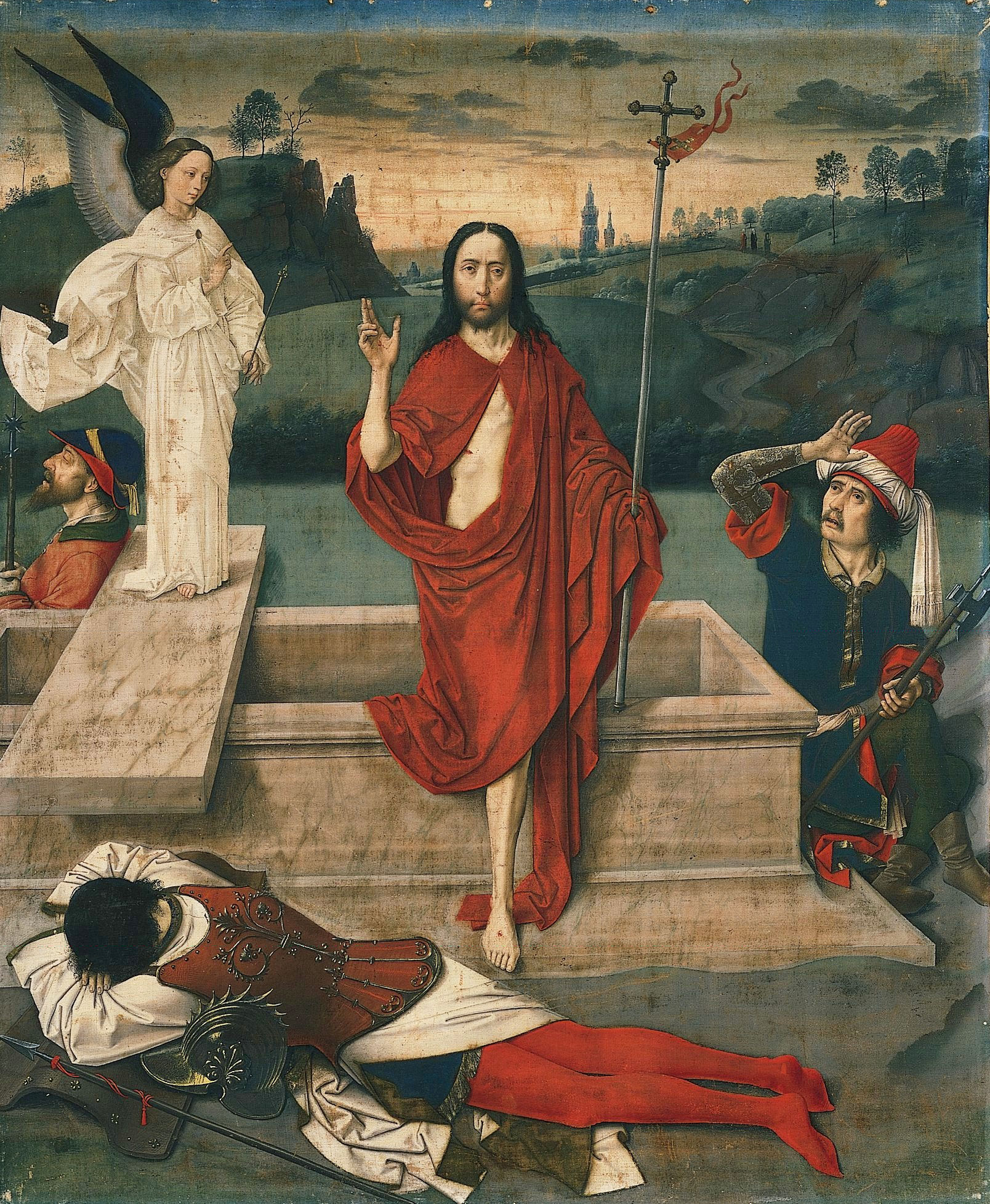
Auferstehung (Dieric Bouts, um 1455)

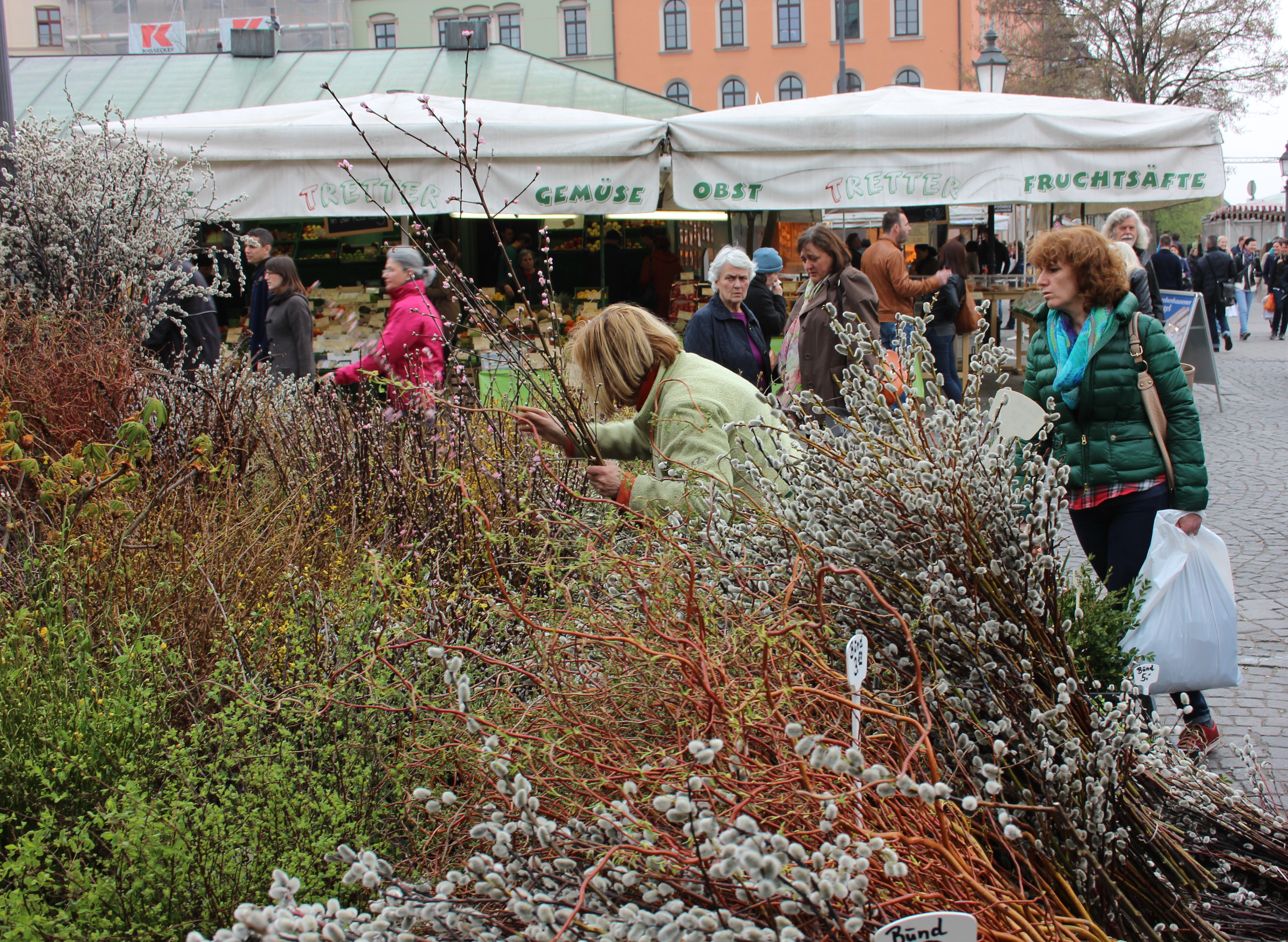
Verkauf von Osterzweigen am Münchner Viktualienmarkt

Ostern ist das höchste christliche Fest. Dabei wird der Auferstehung Jesu Christi am dritten Tage nach seinem Tod am Kreuz gedacht. Ostern wird am Sonntag nach dem ersten Frühlingsvollmond begangen, damit frühestens am 22. März und spätestens am 25. April. Mit der Nacht zum Ostersonntag beginnt die österliche Freudenzeit, die bis Pfingsten andauert.
In der Osternacht wird beim Gottesdienst Osterfeuer entfacht, das gesegnet wird und an denen eine Osterkerze entzündet wird. Größere, ebenfalls öffentliche Osterfeuer sind von der Osternacht bis Ostermontag auch ohne weiteren christlichen Kontext verbreitetes Brauchtum. Weithin außerhalb des religiösen Kontextes herrscht der Osterbrauch, für Kinder Ostereier, andere Süßigkeiten und kleinere Geschenke zu verstecken; das Verstecken oder Verteilen wird dabei dem Osterhasen zugeschrieben.

## Bezeichnungen

### Etymologie
Die Einführung und Kultivierung des Begriffs Ostern im Deutschen hängt eng mit der Strukturierung der fränkisch-deutschen Kirchenprovinzen zusammen. Diese waren sprachlich und klerikal unterschiedlich geprägt. Im Erzbistum Köln, der kölnischen Kirchenprovinz, die fränkisch geprägt war, herrschte der Begriff pāsche vor und wurde vor allem in den heute erhaltenen Dokumenten auch so geschrieben. Bonifatius hatte als Bischofssitz Mainz, und aus der angelsächsischen Tradition wurde dort in den Dokumenten ôstarun in angelsächsischer Anlehnung als typisches Missionswort verwendet.
Das neuhochdeutsche Ostern und das englische Easter haben die gleiche sprachliche Wurzel, zu deren Etymologie es verschiedene Lösungsansätze gibt. Das Herkunftswörterbuch des Duden leitet das Wort vom altgermanischen Austrō > Ausro „Morgenröte“ ab, das eventuell ein germanisches Frühlingsfest bezeichnete und sich im Altenglischen zu Ēostre, Ēastre, im Althochdeutschen zu ōst(a)ra, Plural ōstarun fortbildete. Der Wortstamm ist mit dem altgriechischen Namen der vergöttlichten Morgenröte Ēōs und dem lateinischen aurora „Morgenröte“ verwandt, die ihrerseits weitere Sprachen beeinflusst haben. Die zugrunde liegende indogermanische Wurzel ist das Substantiv *h₂au̯s-os „Morgenröte“, abgeleitet von einer indogermanischen Verbalwurzel *h₂u̯es- „(morgens) hell werden“ oder *h₂au̯s- „(aus dem Wasser) schöpfen, Feuer holen“.
Ēostra ist erstmals 738 bei Beda Venerabilis (De temporum ratione 15) belegt. Auf ihn geht die Vermutung zurück, das Wort habe eine angelsächsische Lichtgöttin bezeichnet, nach der der Monat April auf angelsächsisch Ēosturmanoth benannt war. Das Deutsche Wörterbuch der Brüder Grimm zitiert ihn mit dem Vorbehalt, er könne diese Göttin – als deren späteren Namen sie Ostara vermuten – erfunden haben. Die hypothetische Gottheit Ostara wird heute skeptischer gesehen.
Wahrscheinlicher ist, dass Beda Volkstraditionen aufgriff, die im Rahmen frühjährlicher Vegetationsriten gepflegt wurden und mit den Matronen- und Disenkulten in Verbindung standen und darüber hinaus im damaligen paganen germanischen Raum üblich waren und teilweise heute noch tradiert werden.
Wegen der Entdeckung des leeren Grabes Jesu „früh am Morgen, als eben die Sonne aufging“ (Mk 16,2 ) ist die Morgenröte im Christentum Symbol der Auferstehung. Die Canones Hippolyti (um 350) gaben daher für die Osternacht die Weisung: „Alle sollen daher bis zur Morgenröthe wachen, dann ihren Leib mit Wasser waschen, bevor sie Pascha feiern, und das ganze Volk sei im Lichte“. Dies knüpfte auch an die biblische Exodustradition der Israeliten in der Nacht des „Vorübergehens“ (hebräisch pessach): „Eine Nacht des Wachens war es für den Herrn, als er sie aus Ägypten herausführte. Als eine Nacht des Wachens zur Ehre des Herrn gilt sie den Israeliten in allen Generationen“ (Ex 12,42 ).
Honorius Augustodunensis (12. Jh.) leitete Ostern von Osten (vgl. engl. easter und east) ab, der Himmelsrichtung des Sonnenaufgangs. Viele neue Christen ließen sich damals „bei Sonnenaufgang“ am Ostermorgen – althochdeutsch zu den ostarun – taufen. Hier knüpft auch der Namenforscher Jürgen Udolph an, der das Wort mit Bezugnahme auf den österlichen Tauftermin aus der nordgermanischen Wortfamilie ausa („gießen“) und austr („begießen“) erklärt. So wurde ein vorchristlicher Wasserritus als vatni ausa („mit Wasser begießen“) bezeichnet.
Eine weitere Deutung geht von der lateinischen Bezeichnung hebdomada in albis („weiße Woche“) für die Osteroktav aus. Da alba in den romanischen Sprachen die Bedeutung „weiß“ verliert und die spezielle Bedeutung „Morgenlicht“ bzw. „Morgenröte“ annimmt, kann dies durch das entsprechende germanische Wort wiedergegeben worden sein.

### Europäische Sprachen
Viele Sprachen bezeichnen das Osterfest mit einer Wortableitung vom aramäischen pas-cha [pasxa], angelehnt an das hebräische Wort Pessach (griechisch πάσχα [ˈpasxa] von hebräisch פֶּסַח pésach), unter anderem:
- Albanisch: pashkët
- Dänisch: påske
- Esperanto: Pasko
- Französisch: Pâques
- Griechisch: πάσχα/pascha [ˈpasxa]
- Isländisch: páskar
- Italienisch: Pasqua
- Katalanisch: Pasqua
- Niederländisch: Pasen
- Norwegisch: påske
- Plattdeutsch: Paasken[10]/Paasch(en)[11]
- Portugiesisch: Páscoa
- Rätoromanisch: Pasca/Pasqua
- Rumänisch: paști
- Russisch: Пасха/Pascha [ˈpasxa]
- Schwedisch: påsk
- Spanisch: Pascua
- Türkisch: Paskalya
- Hebräisch: "פֶּסַח"

Im nordwestdeutschen Raum hat sich die Bezeichnung Paasken für Ostern im Plattdeutschen bis heute erhalten. Diese Sprachtradition weist auf die wesentliche Beziehung von Tod und Auferstehung Jesu zum Auszug der Israeliten aus der Sklaverei hin und betont die bleibende Verwurzelung des Christentums im Judentum.
Die meisten westslawischen Sprachen nennen das Osterfest „Große Nacht (Große Nächte)“, auf Polnisch Wielkanoc, Tschechisch Velikonoce, Slowakisch Veľká noc und Slowenisch Velika noč. Hingegen verwenden das Belarussische Вялікдзень/Wjalikdsen, das Ukrainische Великдень/Welykden, das Bulgarische und Mazedonische Великден (Welikden) sowie in früheren Zeiten das Serbische Велигдан (Veligdan) mit der Bedeutung „Großer Tag“, in gleicher Weise die baltischen Sprachen Lettisch Lieldienas und Litauisch Velykos.
In den beiden sorbischen Sprachen lautet das Wort für Ostern Jutry (obersorbisch) bzw. Jatšy (niedersorbisch) und leitet sich vom slawischen jutro („der Morgen“) ab. Das ungarische húsvét bedeutet wörtlich „Fleisch zu sich nehmen“, ebenso das estnische lihavõte. Der georgische Name აღდგომა (aghdgoma) heißt auf Deutsch „Auferstehung“ oder „Aufstehen“ im Allgemeinen, ebenso wie das kroatische, bosnische und serbische Uskrs (kyrill. Ускрс).

## Festlegung des Osterdatums
Ostern gehört zu den beweglichen Festen, deren Kalenderdatum variiert. Da Leiden, Sterben und Auferstehung Christi laut den Aussagen des Neuen Testamentes in eine Pessachwoche fielen, bestimmt der Termin dieses beweglichen jüdischen Hauptfestes auch das Osterdatum. Es wird über einen Lunisolarkalender bestimmt und fällt in der Westkirche immer auf den Sonntag nach dem ersten Vollmond im Frühling, im gregorianischen Kalender also frühestens auf den 22. März und spätestens auf den 25. April. Danach richten sich auch die Daten der beweglichen Festtage des Osterfestkreises.
Nachdem auf dem Ersten Konzil von Nicäa im Jahre 325 eine erste allgemeinverbindliche Regelung beschlossen worden war, die nun den Julianischen Kalender benutzte, ließ Papst Gregor XIII. im Jahre 1582 den gregorianischen Kalender im Bereich der Westkirche einführen. Allerdings blieben die Ostkirchen (mit Ausnahme der Finnisch-Orthodoxen Kirche und der Ostsyrischen Kirche) beim Julianischen Kalender, so dass seitdem der Ostertermin der westlichen Christenheit von dem der orthodoxen und altorientalischen Kirchen um bis zu fünf Wochen voneinander abweichen kann. Das Osterfest der Ost- und Westkirchen liegt in diesem Jahrhundert insgesamt nur 27-mal auf demselben Tag.
Alle übrigen beweglichen christlichen Feste werden vom Ostersonntag aus berechnet.

## Ostern im Neuen Testament

### Erscheinungs- und Grabüberlieferung
Die vielfältige neutestamentliche Osterüberlieferung wird im Kern auf die Jerusalemer Urgemeinde zurückgeführt. Aus ihr stammt der emphatische Jubelruf, der bis heute viele Ostergottesdienste weltweit eröffnet (Lk 24,34 ):

„Der Herr ist wahrhaftig auferstanden … (und dem Simon erschienen)!“

Nach Auskunft aller Evangelien ist Jesu Auferweckung exklusive Tat Gottes und wurde von keinem Menschen beobachtet. Erst ihre Folgen werden für seine ersten Nachfolger als wahrnehmbar beschrieben: Frauen aus seiner Heimat, die sein Sterben und seine Grablegung mitangesehen hatten, entdecken, dass sein Grab leer ist. Dabei teilen Engel ihnen die Botschaft von der Auferweckung mit und senden sie zu Petrus und den übrigen verbliebenen Jüngern.
Laut der ältesten überlieferten Version im Markusevangelium (Mk 16,1–11 ) kündigt der Engel ein Wiedersehen mit Jesus in Galiläa an. Die Frauen erzählen jedoch niemandem von dieser Begegnung, da sie sich fürchten. Damit endet das Evangelium wohl ursprünglich; die weiteren Abschnitte (Mk 16,14 ff. ) kamen als Zusammenfassung anderer Überlieferungen erst später hinzu.
Auch in Matthäus 28,1–10  schickt der Engel die Jünger nach Galiläa. Lukas und Johannes siedeln die übrigen Ereignisse in Jerusalem und Umgebung an, wo Jesu eigenes Reden und Handeln seine verzweifelten Jünger zum Glauben an sein neues, unzerstörbares Leben führt (Lk 24,31 ff. ; Joh 20,16–18 ). Jesu Begegnung mit den versammelten Erstberufenen am Abend des Ostertages ist der Durchbruch: Jesus bringt seine Jünger zum Glauben an ihn, stellt die zerbrochene Gemeinschaft mit ihm wieder her (Joh 20,19–23 ) und beauftragt sie zur weltweiten Mission (Mk 16,14 ff. ; Mt 28,16–20 ; Lk 24,36–50 ).
Die Jerusalemer Urchristen hielten die Namen der ersten Osterzeugen als besonders bedeutsam für ihren Glauben fest (1 Kor 15,3–8 ). Paulus von Tarsus, der sich als letzter in diese Reihe stellte, erzählt, dass er dem Auferstandenen als Christenverfolger persönlich begegnet sei und von ihm zum Völkerapostel beauftragt worden sei. Er, Paulus, habe die Jerusalemer Urchristen erst Jahre danach kennengelernt (Gal 1,15–20 ).

### Der „dritte Tag“

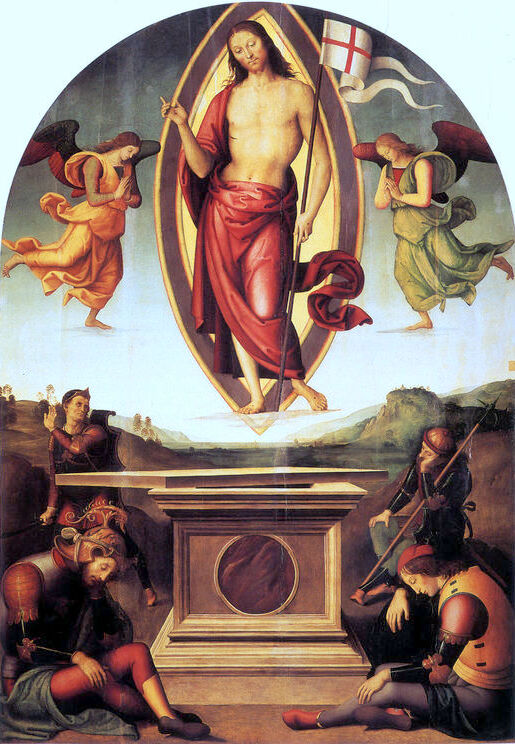
Auferstehung Christi, 1499, von Perugino. Zu diesem Bildtypus gehört die Fahne als Symbol des Sieges über den Tod.

Nach dem wohl frühesten christlichen Glaubensbekenntnis wurde Jesus am „dritten Tag gemäß der Schrift“ von den Toten erweckt (1 Kor 15,3–4 ). Die Angabe bezieht sich auf die Entdeckung des leeren Grabes am „ersten Tag der Woche“ (Mk 16,2 ; Mt 28,1 ; Lk 24,1 ; Joh 20,1 ) und auf die Jesuserscheinung vor einigen seiner Jünger am Abend desselben Tages (Lk 24,21 ). Dieser Auferstehungstag folgte nach den Evangelien auf den Schabbat nach Jesu Kreuzigung, die nachmittags an einem Rüsttag zum Schabbat stattfand. Die christliche Chronologie zählt somit den Ostertag als „dritten Tag“ beginnend mit dem Kreuzigungstag als erstem Tag. Damit entspricht sie der zeitgenössischen jüdischen Praxis, bei der Angabe einer Frist auch nur teilweise betroffene Zeitabschnitte als ganze Einheit mitzurechnen.
Zudem bringt diese geprägte Formel Jesu Auferstehung mit vorgegebener Tradition in Verbindung. So ist der „dritte Tag“ im Tanach häufig der Zeitpunkt besonderer Ereigniszuspitzung (Gen 22,4 ), Tag einer Rettung aus Todesnot (Jona 2,1 ) und ultimativen Wende zum Heil durch Gottes Eingreifen in die Geschichte (Jos 3,2 ): Mit Bezug auf die Auferstehung besonders deutlich in Hos 6,2 . Dies reflektieren auch Jesu Leidens- und Auferstehungsankündigungen, die in den synoptischen Evangelien seine Passionsgeschichte einleiten und gliedern. Das Markusevangelium bevorzugt dabei den Ausdruck „nach drei Tagen“ (μετὰ τρεῖς ἡμέρας: Mk 8,31 ; 9,31 ; 10,34 ), der jedoch eine Binnenfrist, keine Ablauffrist angibt, wie die Aussage „innerhalb von drei Tagen“ (Mk 14,58 ; 15,29 ) bestätigt. Im Matthäusevangelium dominiert die Ordinalzahl mit bestimmtem Artikel (Mt 16,21 ; 17,23 ; 20,19 ; nicht Mt 12,40 ). Diese findet sich auch im Lukasevangelium (Lk 9,22 ; 18,33 ; 24,7 ; nicht in Lk 9,43b ff. ).
Während diese Ankündigungen häufig als nachträgliche Redaktion von Urchristen gelten, enthalten auch einige mögliche echte Leidens- und Todesankündigungen Jesu eine Dreitagesangabe: so das Rätselwort vom „Zeichen des Jona“ (Mt 12,40 ), dessen Angabe „nach drei Tagen und drei Nächten“ dem Osterdatum jedoch widerspricht, und das Wort vom Tempelabriss und -neubau „in drei Tagen“, das die Urchristen auf Jesu Tod und Auferstehung bezogen (Joh 2,19 ff. ).

### Verhältnis zum Pessach
Jesu Kreuzigung fand nach den Synoptikern am Hauptfesttag des Pessach, dem 15. Nisan, statt. Nach dem Johannesevangelium dagegen starb er am 14. Nisan zur selben Zeit, als die Pessachlämmer im Jerusalemer Tempel geschlachtet wurden.
Jesu Tod wird somit im Urchristentum in die Leidensgeschichte, andererseits die Befreiungshoffnung Israels eingezeichnet. Seine Auferstehung wird als Bekräftigung dieser Hoffnung verstanden und ihre Ausweitung auf alle Völker erwartet.

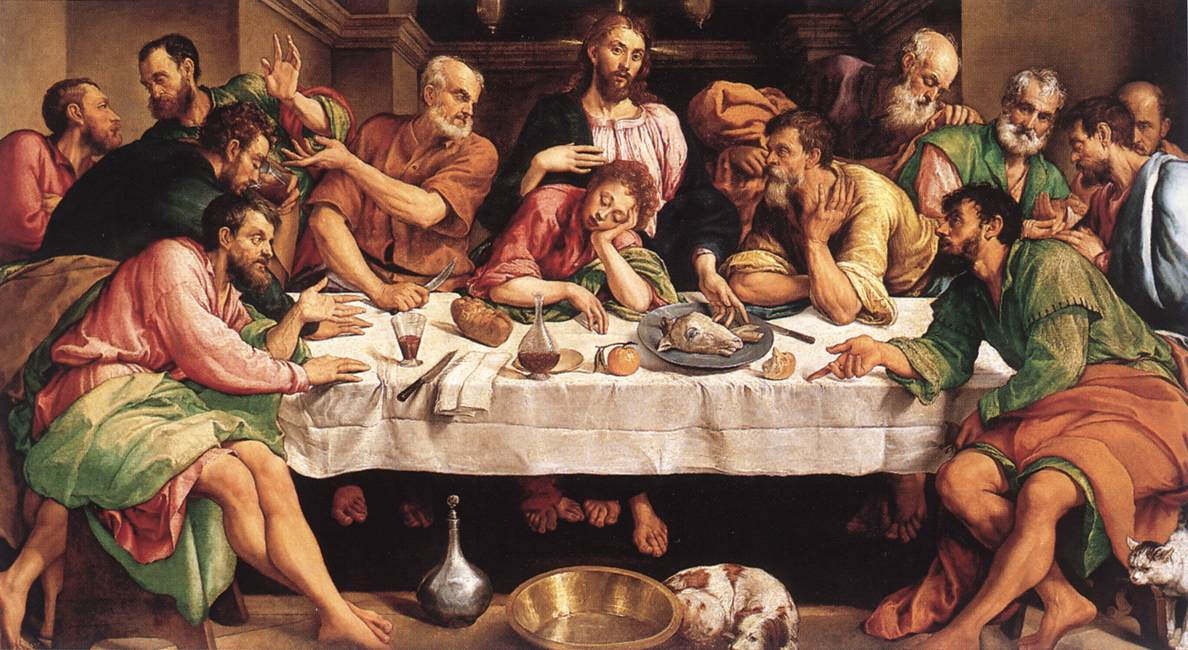
Das letzte Abendmahl von Jacopo Bassano

Die christliche Eucharistie geht zurück auf das in den Evangelien dargestellte Abendmahl Jesu, das bei den Synoptikern ein Pessachmahl ist (Mk 14,12–26 ). Hinzu kommt aus dem Johannesevangelium (Joh 1,29 ) und vor allem bei Paulus aus 1 Kor 5,7  das Symbol des Agnus Dei (lateinisch für „Lamm Gottes“), das an die bis 70 n. Chr. im Tempel geschlachteten Pessachtiere erinnert. Die christliche Gemeinde sah nach ihrer Erfahrung des Todes und der Auferstehung Jesu in Jesus selbst das „wahre Pascha-Opfer“; das im Pessach geopferte fehlerfreie Lamm wird zum Symbol der erlösenden Hingabe Jesu: „Als unser Paschalamm ist Christus geopfert worden.“ (1 Kor 5,7 ; Joh 1,36  und 19,36 ).

## Liturgie
In der Alten Kirche, bis zum vierten Jahrhundert, wurde Ostern im Römischen Reich zunächst unter den Griechen begangen, und zwar in der Osternacht, der Nacht vor dem Ostersonntag, als Einheit von πάθη und ἀνάσταση Leiden und Auferstehung. Seit der Anerkennung der damals schon Jahrhunderte alten Religion durch den römisch Imperator Konstantin I. (Mailänder Vereinbarung 313) wurde das höchste Fest im Kirchenjahr als Dreitagefeier (Triduum Sacrum oder Triduum paschale) historisierend entfaltet. Die Gottesdienste erstrecken sich daher seitdem in den meisten Liturgien von der Feier des letzten Abendmahls am Gründonnerstagabend über den Karfreitag mit dem Gedächtnis des Leidens und Sterbens Jesu und den Karsamstag, den Tag der Grabesruhe des Herrn, bis zum Anbruch der neuen Woche am Ostersonntag (liturgisch Dominica Resurrectionis, „Sonntag der Auferstehung“ [des Herrn]).
Im Mittelalter entwickelte sich aus dem Triduum Sacrum ein separates Ostertriduum, das die ersten drei Tage der Osteroktav (Ostersonntag bis Osterdienstag) von der restlichen Feierwoche abhob. Später wurde dieser arbeitsfreie Zeitraum verkürzt, bis nur noch der Ostermontag als gesetzlicher Feiertag erhalten blieb.

### Fastenzeit und Karwoche

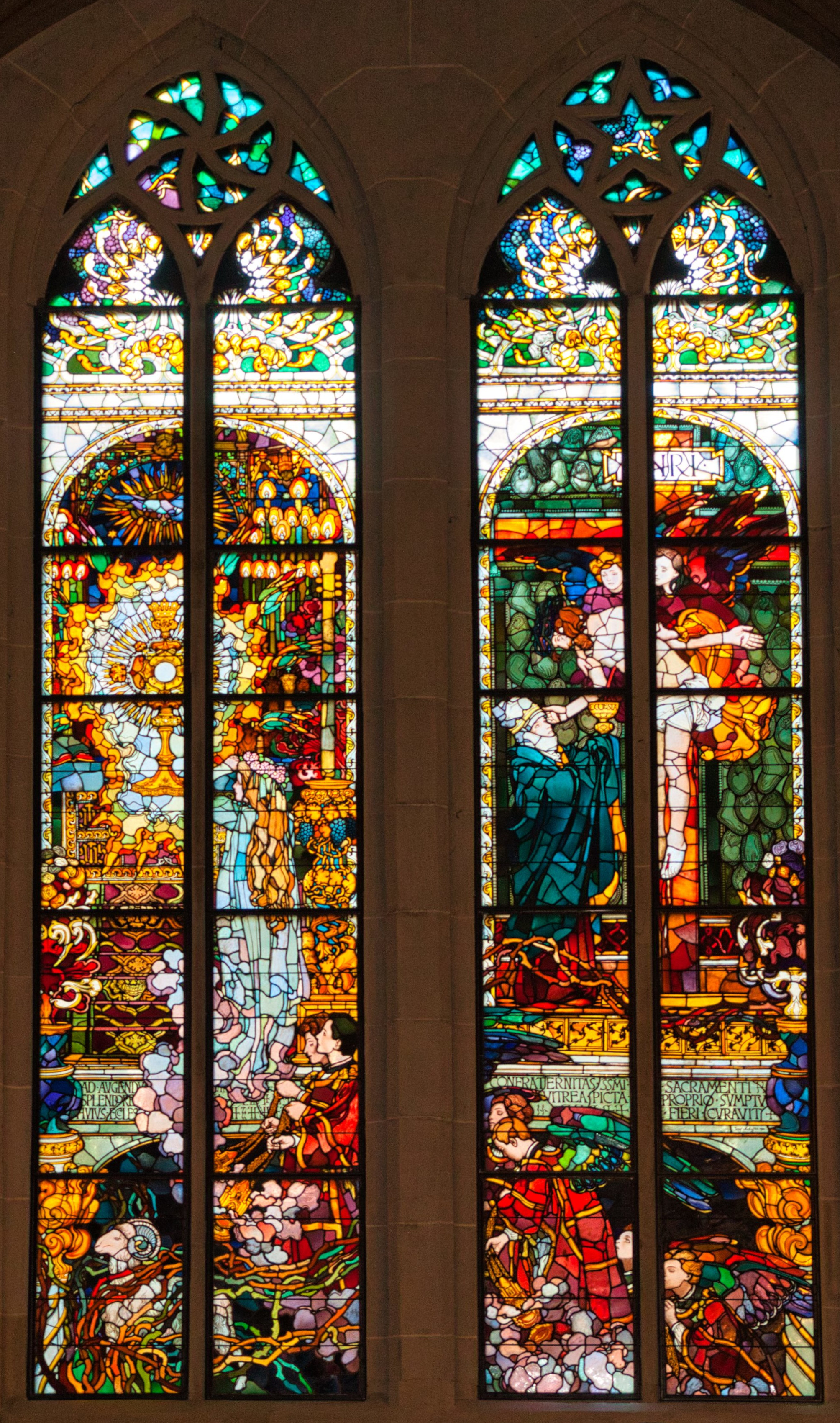
Eucharistiefenster von J. Mehoffer, 1898–1900, in der Kathedrale Freiburg, Schweiz

Der österliche Festkreis beginnt in den westlichen Kirchen seit dem Jahr 1091 mit dem Aschermittwoch, dem eine 40-tägige Fastenzeit folgt. Diese erinnert an die 40 Jahre der Israeliten in der Wüste sowie an die 40 Tage, die Jesus in der Wüste fastete und betete (vgl. Lukas 4,1-13 ). Die Fastenzeit, auch österliche Bußzeit genannt, endet mit dem 40. Tag am Karsamstag. Das östliche Christentum rechnet die Sonntage zur Fastenzeit mit hinzu, zählt aber andererseits die Woche vor dem Ostersonntag nicht mit zu den 40 Fastentagen, sondern als eigene Zeitperiode.
Diese letzte Woche vor Ostersonntag, die Karwoche, beginnt mit dem Palmsonntag, an dem die Christen den Einzug Jesu in Jerusalem feiern. Am Gründonnerstag feiert das Christentum das letzte Abendmahl Jesu mit seinen Jüngern. Am folgenden Karfreitag wird des Todes Jesu am Kreuz gedacht, am Karsamstag ist Grabesruhe, und am dritten Tag, dem Ostersonntag, wird schließlich die Auferweckung Jesu Christi von den Toten gefeiert.
Die westkirchliche Theologie versteht das Gedenken an Leiden und Kreuzestod Christi, seine Auferstehung von den Toten und seine Himmelfahrt und Erhöhung als Einheit, das in der Liturgie gegenwärtig gesetzt wird. Die römisch- wie die altkatholische Theologie beschreiben es als „Pascha-Mysterium“, in dem Jesus Christus „durch seinen Tod […] unseren Tod vernichtet und durch seine Auferstehung das Leben neu geschaffen“ hat.
In den evangelischen Kirchen wird der Zusammenhang – ohne auf den Mysteriumsbegriff zurückzugreifen – in einer eigenen Präfation zum Osterfest gleichfalls ausgedrückt: „Geopfert ist unser Osterlamm, Christus. Durch ihn hast du hinweg genommen die Sünde der Welt, sein Sterben lässt du für uns zum Sieg werden über den Tod, in seiner Auferstehung schenkst du uns wieder das Leben. Darum jubelt [heute] der ganze Erdkreis in österlicher Freude“.

### Osterliturgie
Seit karolingischer Zeit erfüllten die Osterspiele für die zumeist ungebildeten Gläubigen eine bedeutende katechetische Rolle, da die liturgische Auferstehungsfeier in der Westkirche zur Klerikerliturgie verkümmert war, die bereits am Karsamstagmorgen vorgefeiert wurde. Die Ostkirchen haben demgegenüber bis heute an der Feier als Nachtwache vom Abend bis zum Morgen festgehalten, während in den meisten Kirchen des Abendlandes das Hochamt am Ostersonntag den Höhepunkt des Osterfestes bildete. In der römisch-katholischen Kirche änderte sich das durch die Reform der Karwochenliturgie durch Papst Pius XII. im Jahr 1955, bei der der Stellenwert der Feier der Osternacht wieder hervorgehoben wurde.
Ostern war in den ersten christlichen Jahrhunderten der einzige ordentliche Tauftermin. Zur Liturgie der Osternacht gehört daher die Weihe des Taufwassers und oft auch die Spendung der Taufe. Da die österliche Freudenzeit nach dem Zeugnis des Neuen Testaments am frühen Morgen des ersten Tages der Woche mit der Entdeckung des leeren Grabes Jesu begann, endet die Osternachtliturgie, eine nächtliche Vigilfeier, heute auch in den westlichen Kirchen im Idealfall mit der Feier der Eucharistie beim Sonnenaufgang. Häufig wird sie aber bereits am Vorabend des Ostersonntags nach Einbruch der Dunkelheit begangen. Das heutige Messbuch des römischen Ritus enthält somit zwei Ostermessen: die Eucharistiefeier als letzten Teil der Osternachtfeier und die „Messe am Tage“ (Missa in die, mit dem Introitus Resurrexi ‚Ich bin auferstanden‘) am Ostersonntag.
Den Apostolischen Segen Urbi et orbi erteilt der Papst gewöhnlich am Ostersonntag nach der heiligen Messe auf dem Petersplatz in Rom, er ist jedoch nicht der Schlusssegen der Messfeier, sondern ein eigenständiger Ritus; gespendet wird er daher nicht vom Altar aus, sondern von der Benediktionsloggia über dem Hauptportal des Petersdoms aus. Gewöhnlich nehmen über 100.000 Menschen auf dem Petersplatz teil, die Segensspendung wird von über 150 Fernsehsendern weltweit live übertragen.
Die österliche Morgenröte, das Erscheinen des Lichts nach finsterer Nacht, ist in vielen Kirchenliedern, literarischen Werken und künstlerischen Darstellungen wiederkehrendes Symbol für die Auferstehung Christi und die kommende Auferstehung aller Menschen.
So heißt es in dem Ambrosius von Mailand zugeschriebenen und aus dem 4. oder 5. Jahrhundert stammenden Hymnus Aurora lucis rutilat, der zu den Laudes des Ostersonntags gesungen wird:

„Der Morgen rötet sich und glüht, der ganze Himmel tönt von Lob,
in Jubel jauchzt die Erde auf, und klagend stöhnt die Unterwelt.

Der starke, königliche Held zerbrach des Todes schweren Bann.
Sein Fuß zertrat der Hölle Macht: Aus harter Fron sind wir befreit.

Er, den der Stein verschlossen hielt, und den man noch im Grab bewacht,
er steigt als Sieger aus dem Grab, fährt auf in strahlendem Triumph.

Schon werden alle Klagen stumm, in Freude wandelt sich der Schmerz,
denn auferstanden ist der Herr; ein lichter Engel tut es kund.

Dem Herrn sei Preis und Herrlichkeit, der aus dem Grabe auferstand,
dem Vater und dem Geist zugleich, durch alle Zeit und Ewigkeit. Amen.“

## Brauchtum

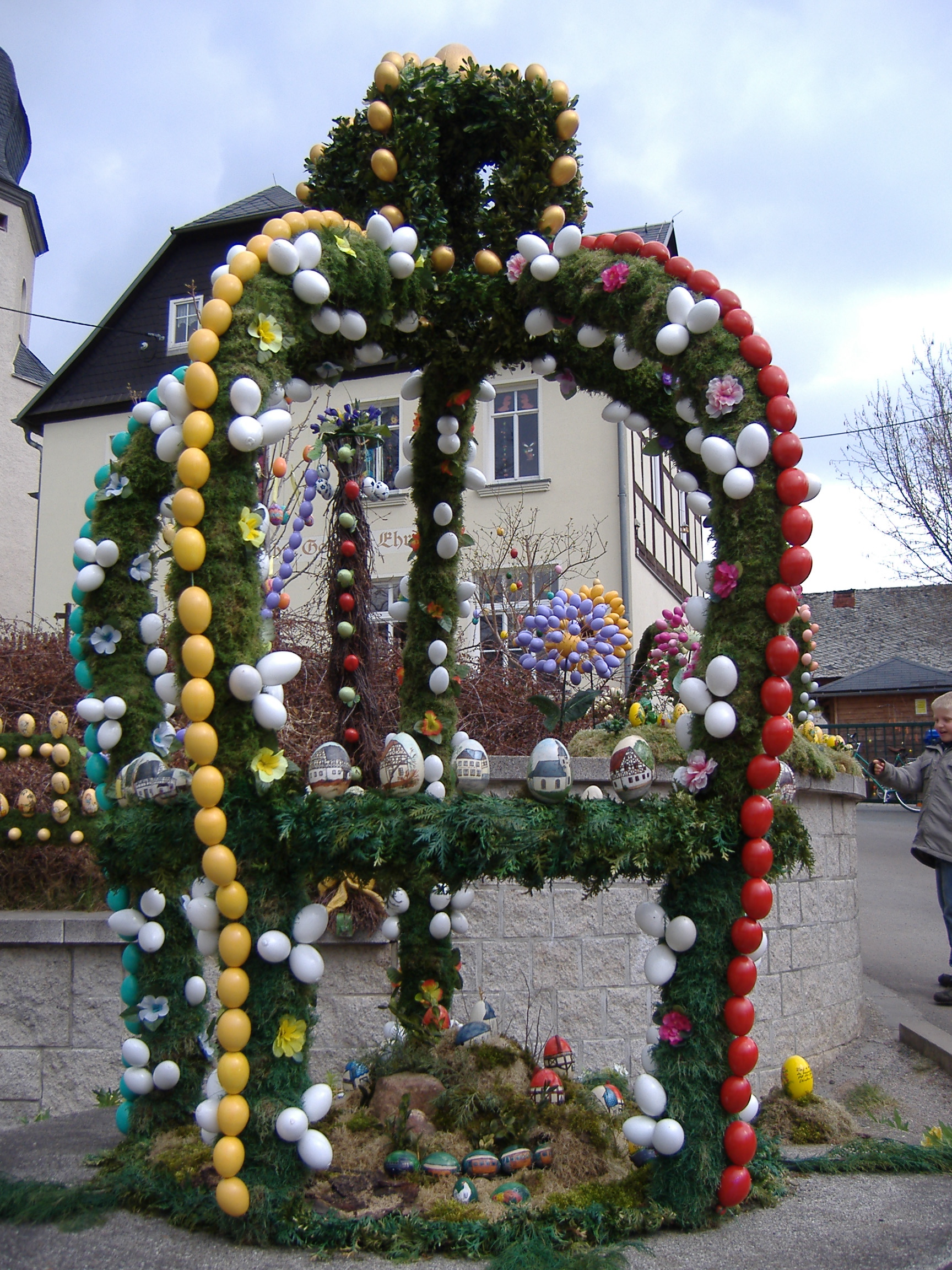
Osterbrunnen in Niederalbertsdorf, Sachsen, 2010

### Regionale Osterbräuche
In deutschsprachigen Ländern und den Niederlanden suchen die Kinder bunt bemalte versteckte Hühnereier und Süßigkeiten, die vom „Osterhasen“ versteckt wurden. Es gibt auch den Brauch, Zweige in Vasen oder auf Bäumen im Garten mit bunt bemalten Ostereiern zu schmücken. Als Ostergebäck gibt es einen Kuchen in Hasen- oder Lammform. Bräuche zum Osterei sind das Ostereiertitschen, Ostereierschieben, Ostereierwerfen, Stüpen und Eierschibbeln.
In katholischen und auch in vielen evangelischen Gemeinden werden die Kirchenglocken zwischen Karfreitag und der Osternacht nicht geläutet. In einigen Gemeinden, vorwiegend im süddeutschen Raum, aber auch in Luxemburg, ziehen stattdessen Kinder und Jugendliche mit speziellen Ratschen oder Klappern durch das Dorf, um zu den Gottesdiensten und zum Angelusgebet zu rufen.
In Franken wurde früher das Flicken zerschlissener Kleidung oder das Stricken am Karfreitag vermieden, um österlichen Schäden durch Gewitter vorzubeugen.
In Frankreich, Österreich, aber auch in überwiegend katholischen Regionen Deutschlands erzählt man den Kindern, dass die Glocken am Karfreitag nach Rom fliegen und am Ostersonntag zurückkommen, um zu erklären, wieso sie nicht läuten. Die Glocken würden auf dem Rückweg aus Rom Süßigkeiten für die Kinder verstecken. Die Suche nach den versteckten Süßigkeiten findet in Frankreich – im Gegensatz zu den deutschsprachigen Ländern – erst am Ostermontag statt. In der Steiermark und Kärnten ist das Weihfeuer bekannt.

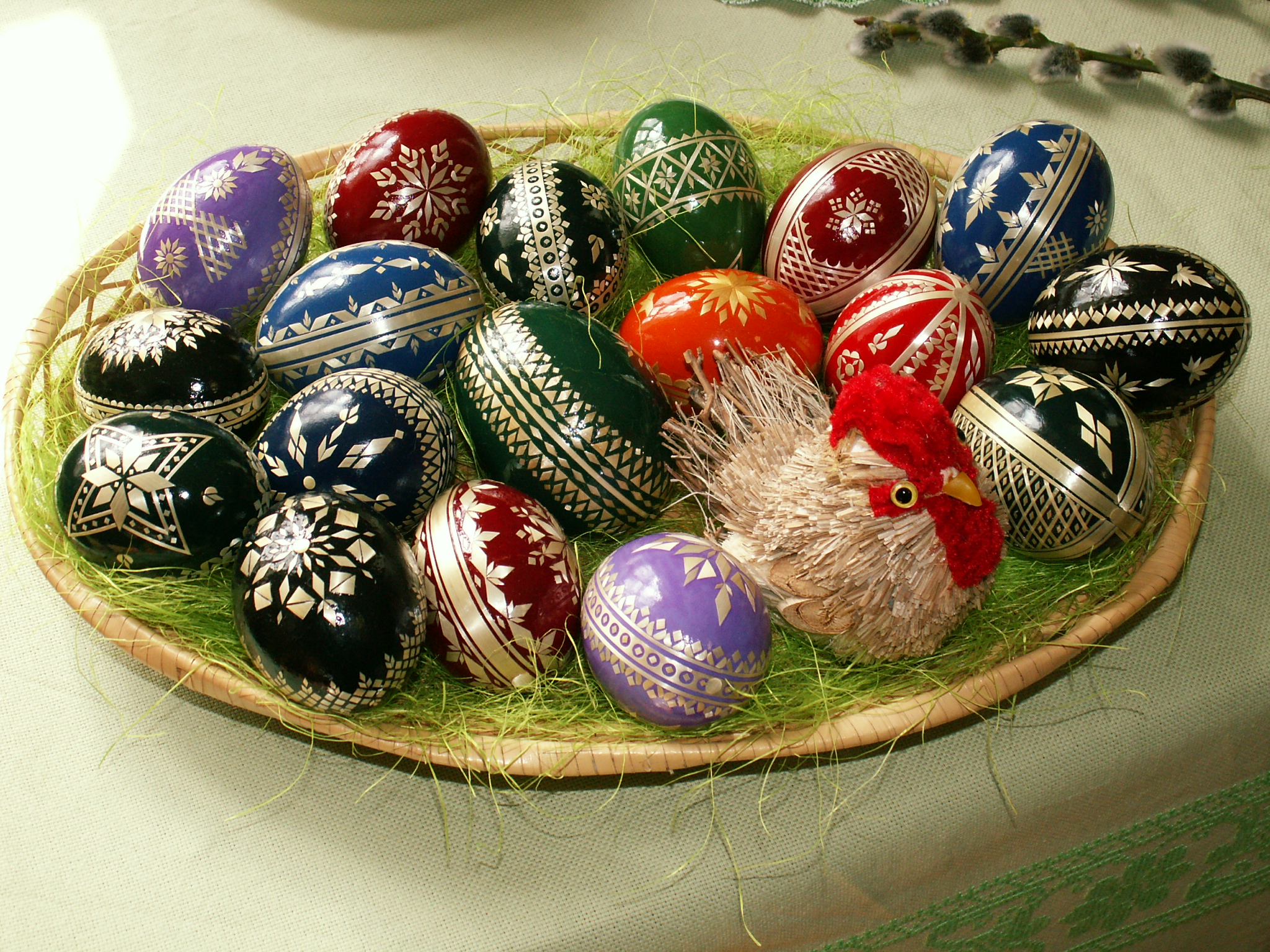
Ostereier aus Tschechien
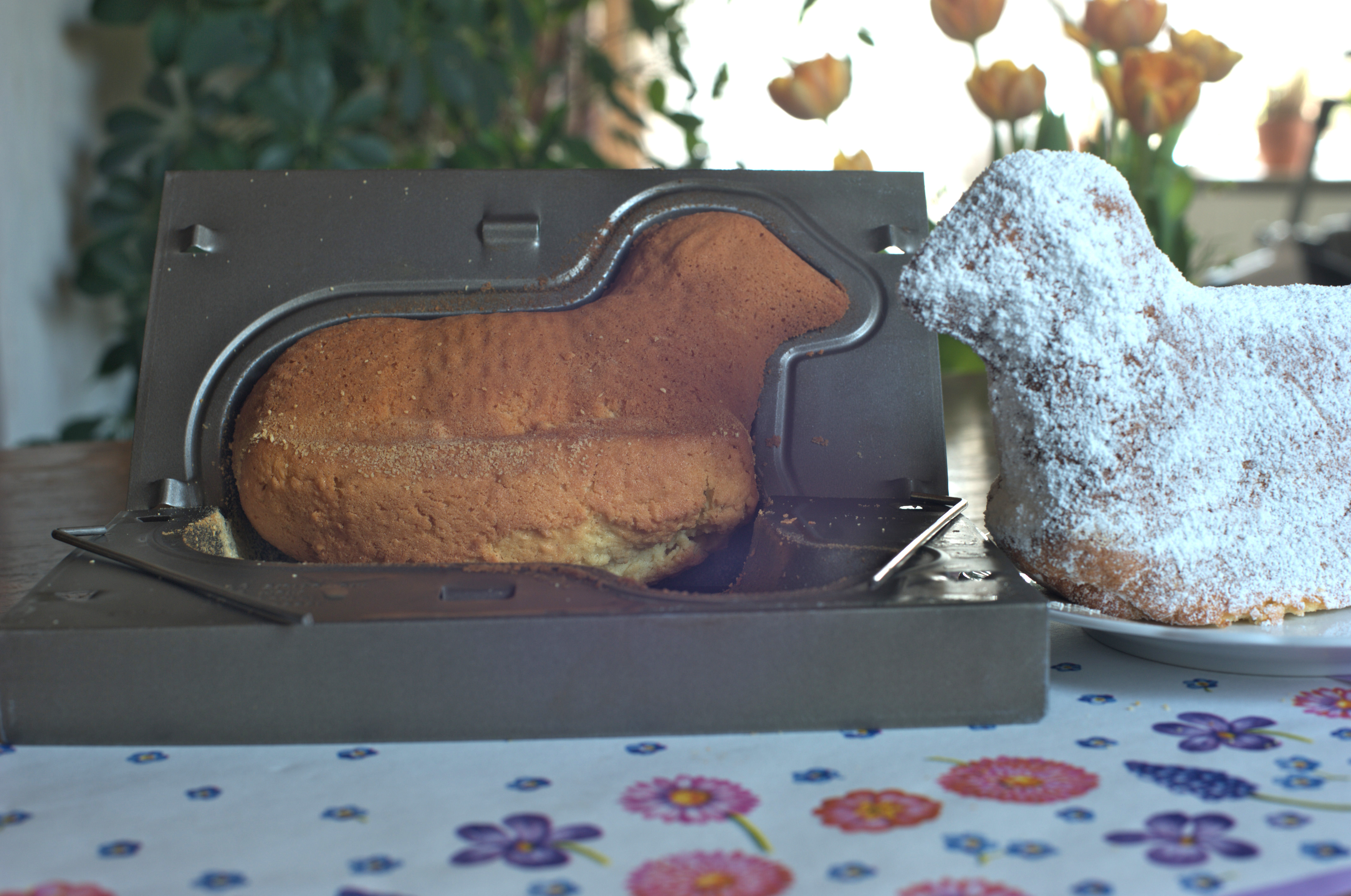
Osterlamm aus Rührteig (Deutschland)
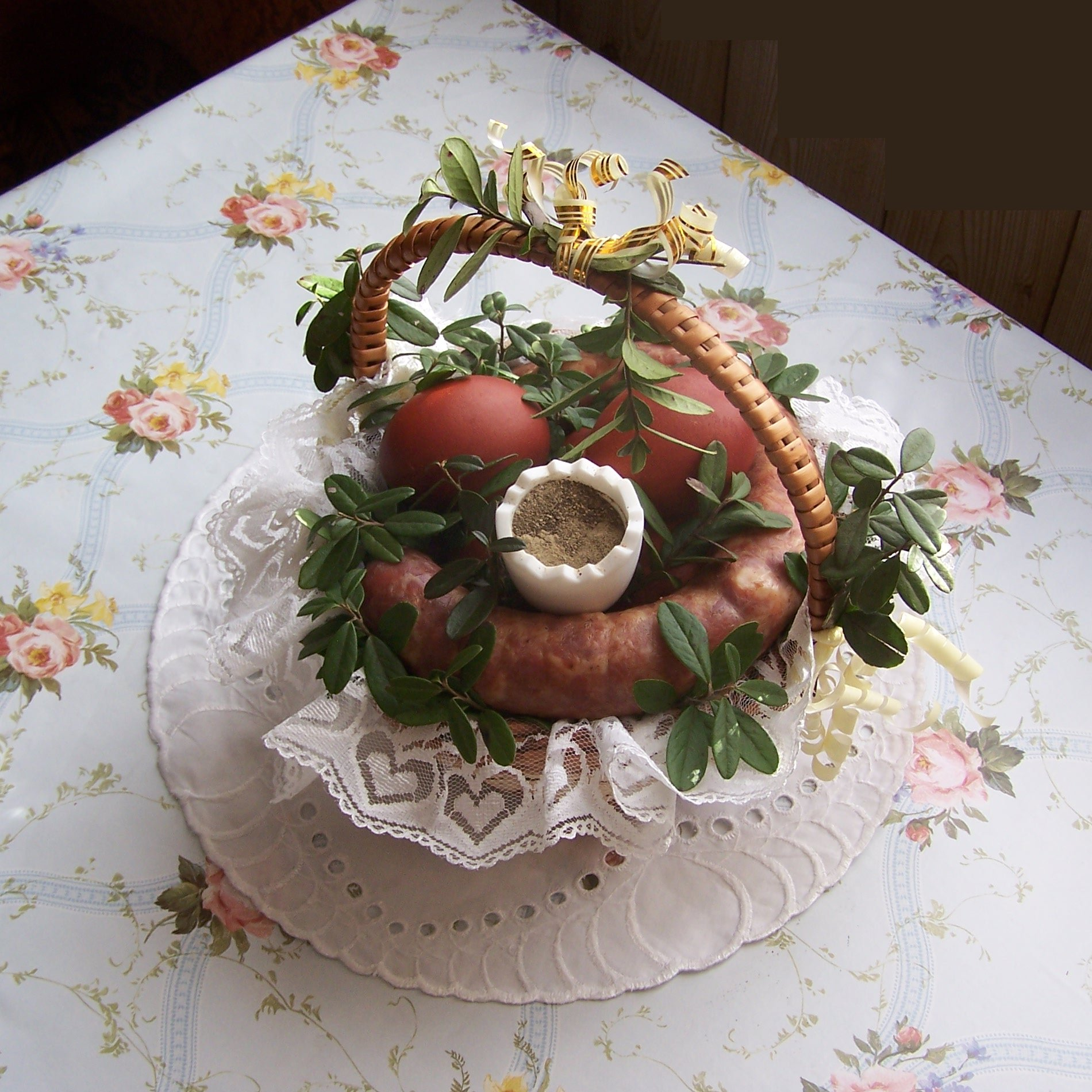
Körbchen mit Osterspeisen zur Speisensegnung
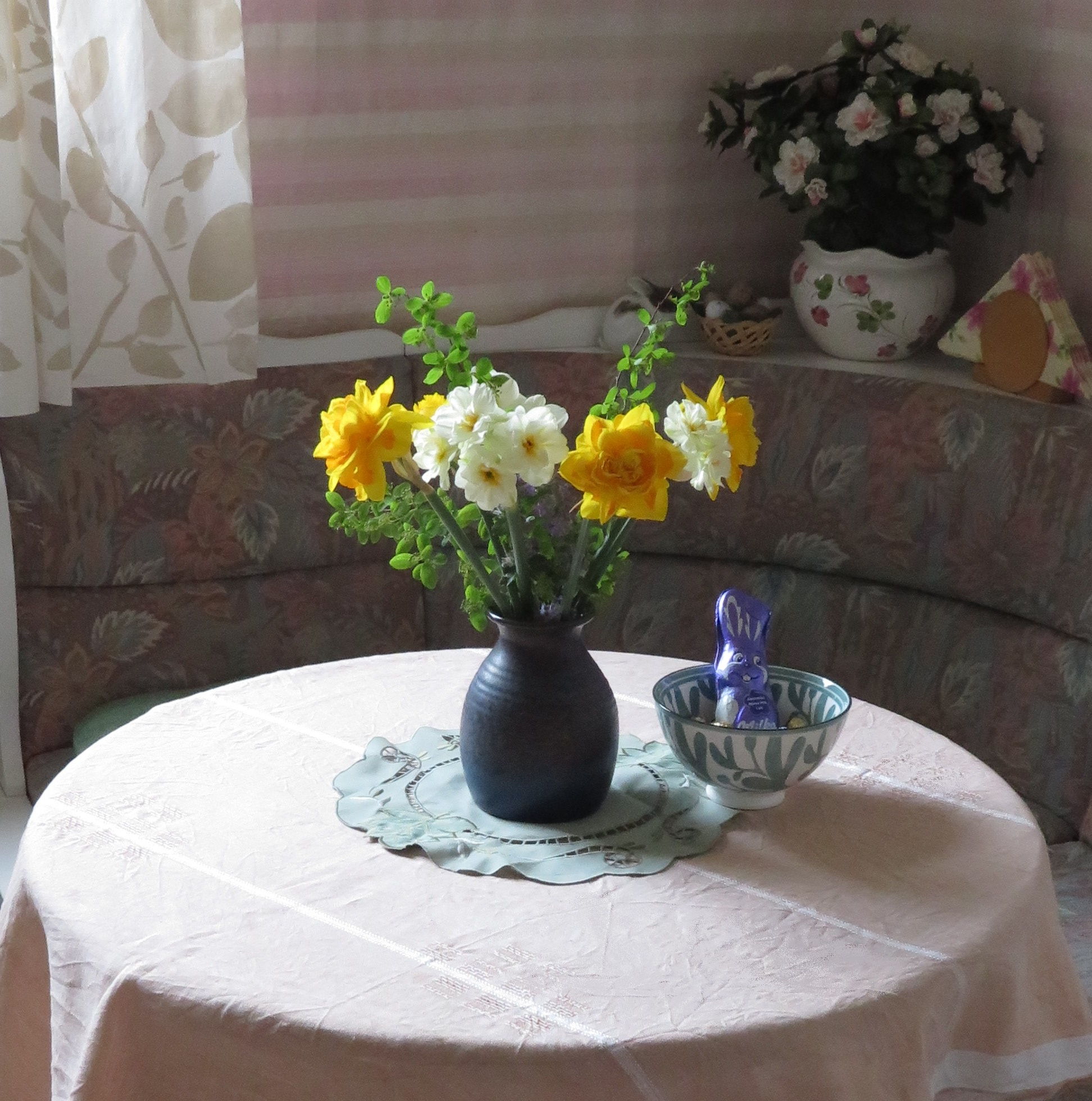
Tischschmuck Osterglocken

In einigen Gegenden ist auch die Speisensegnung (in Teilen Österreichs Fleischweihe genannt) am Gründonnerstag oder am Karsamstag gebräuchlich, wobei traditionelle Osterspeisen (Osterschinken, Würste, Zunge, Meerrettich, Eier) gesegnet werden. Bei den Kindern ist das „Eierpecken“ sehr beliebt: Jeder Teilnehmer erhält ein Ei und stößt es mit jenem von einem anderen Teilnehmer zusammen. Derjenige, dessen Ei bis zum Schluss ganz bleibt, hat gewonnen.
In Polen werden am Karsamstag Speisen für das Frühstück am Ostersonntag gesegnet (siehe Święconka). Am Ostermontag besprengt man sich gegenseitig mit Wasser (siehe Śmigus-dyngus).
In Bulgarien, Griechenland, Russland, Serbien und Schweden werden hartgekochte Eier rot bemalt oder teils nach altem Brauch mit Hilfe von Zwiebelschalen rot gefärbt als Symbol für das neue Leben, das durch das Opfer Christi erworben wurde. In Russland ist es außerdem üblich, neben Ostereiern traditionelle Osterspeisen (Kulitsch, Pascha) am Karsamstag weihen zu lassen, sowie am Ostersonntag mit Ostereiern, Osterbroten und Wodka die Friedhöfe zu besuchen, um an den Gräbern ihrer Angehörigen ausgiebig zu feiern.
In Schweden gehen Frauen nachts heimlich und schweigend an eine Quelle, um das Osterwasser zu holen. Schaffen sie es, dabei nicht gesehen zu werden und mit dem Wasser ihren Liebsten zu benetzen, dann erobern sie damit seine Liebe. Ostern wird mit Feuerwerk und Lärm gefeiert. Die „Osterhexen“ werden symbolisch am Osterfeuer verjagt. Am Gründonnerstag verkleiden sich die schwedischen Kinder als „Osterweiber“ (Påskkärring). Sie laufen mit langen Röcken und Kopftüchern durch die Straßen und betteln an den Türen um Süßigkeiten, als „Bezahlung“ überreichen sie selbstgemalte Osterbilder.
In Griechenland wird nach der Auferstehungsliturgie die Majiritsa, eine Suppe aus den Innereien des Lamms gegessen, das dann im Laufe des Ostersonntags am Spieß gegrillt wird und am Abend werden in vielen griechischen Gemeinden Feuerwerke und Knallkörper gezündet. Während der Ostertage begrüßt man sich – wie auch in allen anderen orthodoxen Ländern – mit dem Ostergruß: Χριστὸς ἀνέστη! Christos anesti! (‚Christus ist auferstanden!‘) Der so Gegrüßte antwortet: Ἀληθῶς ἀνέστη! Alithos anesti! (‚Er ist wahrhaftig auferstanden!‘).
In Tschechien, der Slowakei, Ungarn und Rumänien wird am Ostermontag ein Brauch ausgeübt, bei dem die Männer Frauen mit Wasser, in Ungarn mit Parfüm, besprengen und mit einer Art handgemachten Rute – pomlázka (Tschechien), korbáč (Slowakei) – die mit bunten Bändern geschmückt ist, „symbolisch“ (d. h. ohne weh zu tun) schlagen. Der Überlieferung nach soll dies die Gesundheit und Schönheit der betroffenen Frauen im kommenden Jahr erhalten. Frauen, die dabei übersehen werden, können sich unter Umständen beleidigt fühlen. Im Gegenzug schenkt die Frau dem Mann ein bunt bemaltes Ei oder auch einen geringen Geldbetrag. In manchen Gegenden kann sich die Frau dann am Nachmittag oder am darauf folgenden Tag revanchieren, indem sie Männer mit einem Eimer kalten Wassers übergießt.

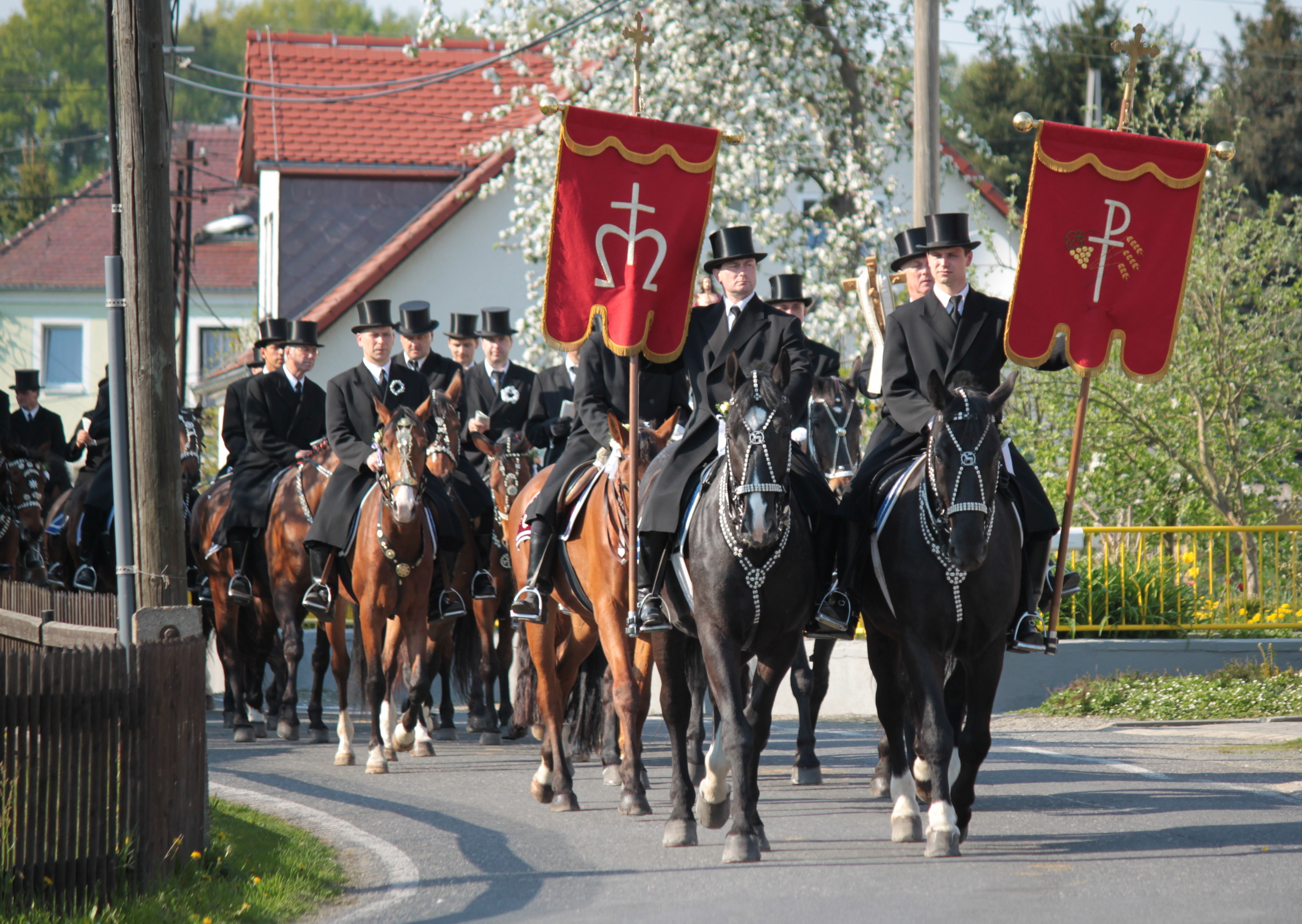
Sorbische Osterreiter in Miltitz

Im sorbisch-katholischen Teil der Oberlausitz zwischen Bautzen, Kamenz und Hoyerswerda ziehen beim Osterreiten am Ostersonntag mehrere Prozessionen von einer Pfarrgemeinde in die Nachbargemeinde, um die Botschaft der Auferstehung singend zu verkünden. An den neun sorbischen Prozessionen nehmen jährlich etwa 1.500 Reiter teil. Auch in Ostritz an der Neiße wird dieser Brauch gepflegt, hier jedoch auf Deutsch. In der protestantisch geprägten deutschsprachigen Oberlausitz um Löbau ziehen mehrere Gruppen festlich bekleideter Musiker zum Osterblasen hingegen zu Fuß von Haus zu Haus vom Sonnenaufgang an bis spätestens zum Sonnenuntergang. In der Gegend um Herrnhut geschieht dies zum Teil bereits in der Osternacht vor dem ersten Gottesdienst. Diese Prozessionen werden jedes Jahr von Tausenden Besuchern verfolgt.
In vielen slawisch geprägten Kulturen, ist das Eierschnitzen bekannt, wo mit aufwändigen Kratz- oder Ritztechniken filigrane Muster in zuvor einfarbig gefärbte Eier gekratzt werden. Bei den Burgenlandkroaten ist der Brauch vom Aussterben bedroht.
Die Ukraine, Tschechien, die Slowakei und Polen sowie die sorbischsprachigen Gebiete in Deutschland (Brandenburg, Sachsen) sind wohl die Länder mit der kunstvollsten Eierbemal-Tradition. Auf den Pisanki (pl.) bzw. Писанки (ukr.) und velikonoční kraslice (cz.) (Bemalungen auf den Eiern) werden mit flüssigem Wachs Ornamente aufgetragen, die Eier in einer Farbstofflösung gekocht und in einem mit Gras oder ähnlichem Material ausgelegten Korb verschenkt. Für das sorbische Osterei gibt es vier verschiedene Techniken, die sich regionalgeografisch unterscheiden.

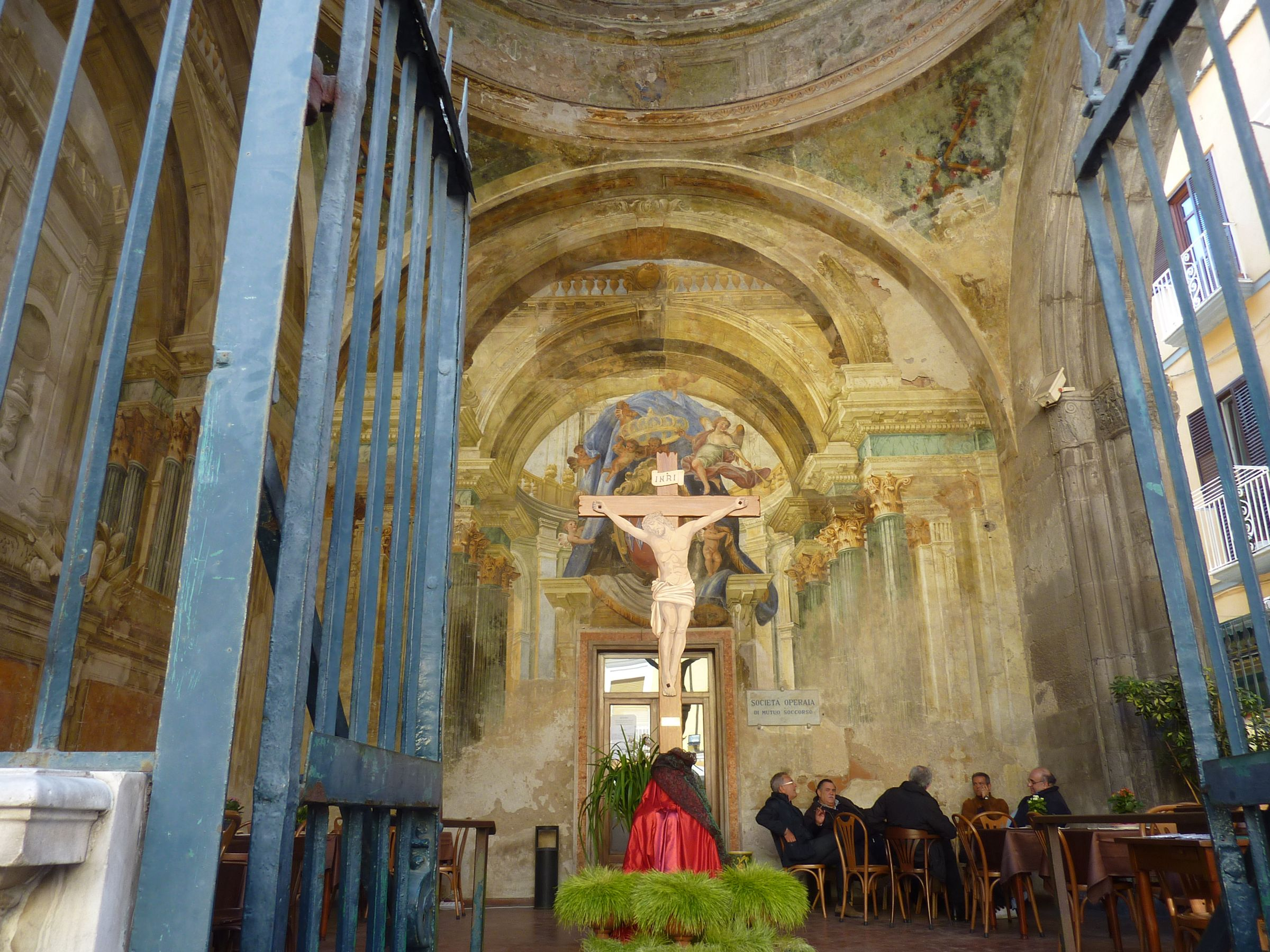
Ostersonntag in Sorrent

In Italien gibt es die „Torta di Pasquetta“: eine Art Gugelhupf mit gekochten Eiern, Spinat und der sogenannten „Ostertaube“. Am Karfreitag findet in vielen Orten eine Prozession statt, bei der das Kreuz schweigend durch die Straßen getragen wird. Die Auferstehung wird traditionell am zweiten Feiertag mit der Familie und Freunden mit Picknick gefeiert.
In Finnland schlagen Freunde und Bekannte einander leicht mit einer Birkenrute, um an die Palmzweige, mit denen Jesus in Jerusalem empfangen wurde, zu erinnern. Am Ostersonntag ziehen Kinder mit Trommeln und Tröten durch die Straßen zur Beendigung der Trauerzeit. In Finnland ist Ostern auch das Fest der Kerzen.
In England lässt man die bunten Eier an abschüssigen Straßen etc. hinunterrollen, bis die Schale ganz kaputt ist.
In Kroatien wird eine Art Kasseler Rippenspeer in der Kirche gesegnet und anschließend mit Meerrettich und hart gekochten Eiern als Osteressen serviert.
In den USA gibt es die traditionelle „Easter Parade“ auf der 5th Avenue in New York City. Man verkleidet sich und fährt mit bunt geschmückten Wagen durch die Straßen. Am Weißen Haus in Washington findet das Eierrollen („The White House Easter Eggs Roll“) statt, wobei jeder Teilnehmer ein vom Präsidenten und seiner Gattin signiertes Holzei erhält.
Auf den Philippinen pflegt man auch den Brauch mit Hasen und bunten Ostereiern. Wenn die Osterglocken läuten, fassen die Eltern die kleinen Kinder beim Kopf und heben sie hoch. Sie glauben, dass die Kinder so größer werden.
In Mexiko feiert man für etwa zwei Wochen eine Art Volksfest mit Musik und Tanz. Die Straßen sind mit Girlanden geschmückt. Am Karfreitag ist es ruhig, und es finden Prozessionen statt.

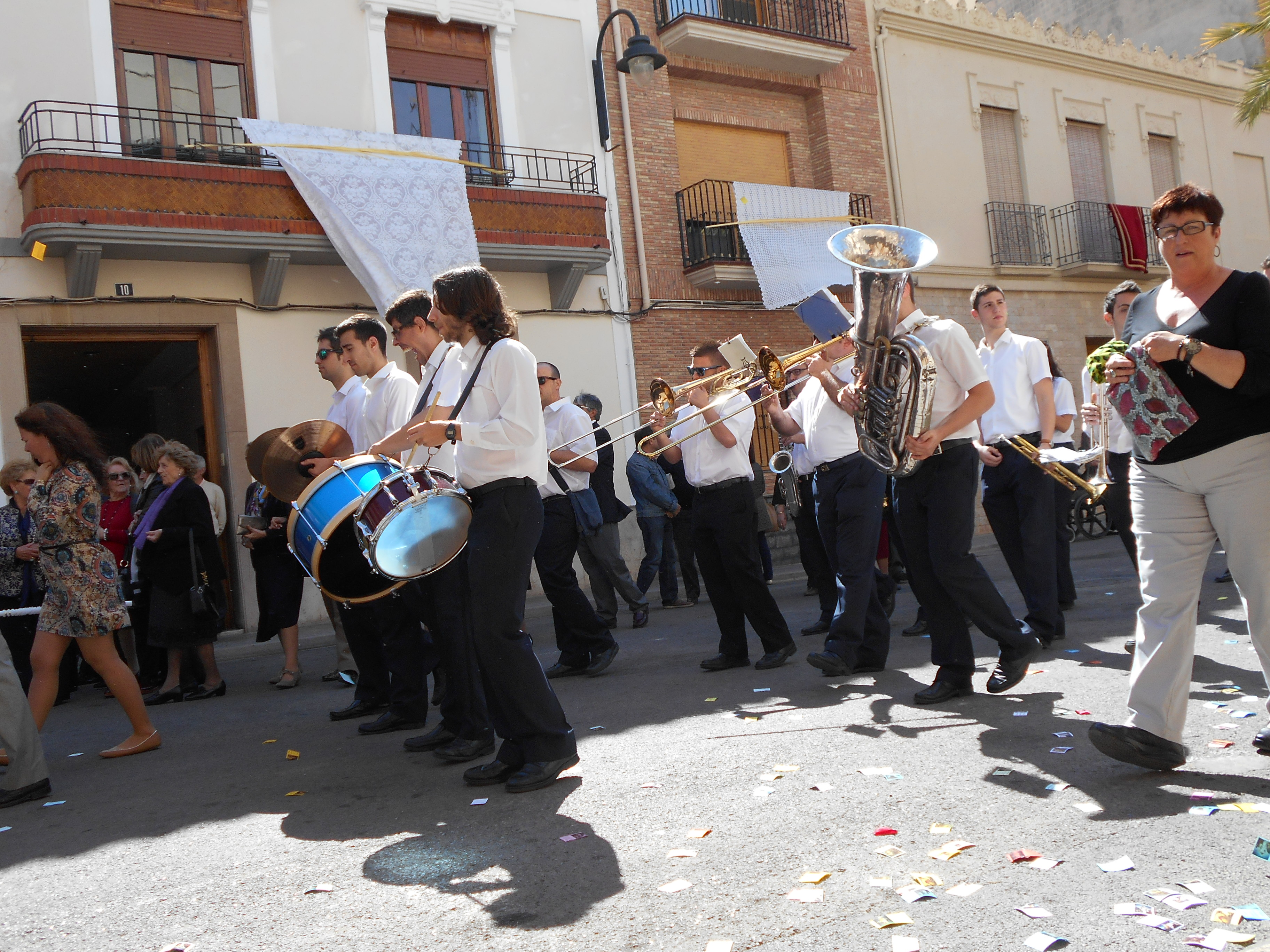
Marschkapelle bei einem Festzug (Spanien)

Auf der Südhalbkugel fällt Ostern in den Herbst, weshalb der Charakter des Brauchtums sich dort teilweise unterscheidet. In Südamerika südlich des Äquators wird vielerorts mit Blumenschmuck in den Straßen ein frühlingshaftes Ambiente imitiert.
In Australien schöpfen verlobte Paare zu Ostern fließendes Wasser aus einem Bach und bewahren es bis zu ihrem Hochzeitstag auf. Bevor sie zur Kirche gehen, besprengen sie sich gegenseitig damit. Dies soll Glück bringen.
In Spanien stehen Prozessionen und Umzüge im Vordergrund. An Karfreitag ziehen Verhüllte mit Henkersmützen und Fackeln durch die Straßen und verteilen Süßigkeiten an die Kinder. Am Ostersonntag feiern die Spanier in den Straßen zu Musik der Musikkapellen.

### Weitere Osterbräuche und -symbole
Weitere österliche Bräuche und Symbole verschiedener Herkunft sind:
- Emmausgang
- Osterbrunnen
- Osterfuchs
- Osterkerze
- Osterkreuz
- Osterlachen
- Ostermarsch
- Osterpalme
- Osterpostkarte
- Osterrad
- Osterreiten
- Osterschießen
- Schmackostern
- Zwänzgerle

## Ostern in der Kunst
Der Ostermorgen hat traditionell auch viele Künstler angeregt, zum Beispiel:
- Claude Lorrain (1600–1682): Ostermorgen (Gemälde, 1681)
- Caspar David Friedrich (1774–1840): Ostermorgen (Gemälde, um 1835)
- Friedrich Rückert (1788–1866): Am Ostermorgen (Gedicht)
- Emanuel Geibel (1815–1884): Ostermorgen (Gedicht)
- Johann Wolfgang von Goethe (1749–1832): Osterspaziergang (dramatische Szene)
- Annette von Droste-Hülshoff (1797–1848): Am Ostersonntage, Am Ostermontage (Gedichte, in: Das geistliche Jahr, 1820)
- Johann Peter Emilius Hartmann (1805–1900): Ostermorgen (Orgelsonate)

## Ausnahmejahre
Wegen der COVID-19-Pandemie 2020 wurde das Osterfest weltweit anders gefeiert, als es sonst üblich ist. So fielen z. B. im Vatikanstaat zu Ostern alle Präsenzveranstaltungen mit Gläubigen aus. Im März 2020 wurde z. B. in Deutschland, Österreich und der Schweiz ein Verbot verfügt, Gottesdienste zu feiern, außer als online oder im Fernsehen übertragene Zeremonien. Dieses nicht nur Christen betreffende Verbot galt auch während der Osterzeit. In der Oberlausitz fiel zum ersten Mal seit mehr als 400 Jahren das Osterreiten aus.
2021 gab es in Deutschland eine „Bitte“ der Bundesregierung und der Ministerpräsidenten, Gottesdienste möglichst nicht in Präsenz abzuhalten. Nach Kritik daran wurde diese Bitte zurückgezogen.

## Dokumentarfilm
- Damals - rund um Ostern, ARD (Serie Unter unserem Himmel) 2023, 42 min